# Branchinectidae
Branchinectidae – rodzina bezpancerzowców (Anostraca), zawiera dwa rodzaje: Branchinecta oraz Archaebranchinecta. Zdecydowana większość gatunków tej rodziny zalicza się do rodzaju Branchinecta, jedynymi przedstawicielami rodzaju Archaebranchinecta są współcześnie występujące Archaebranchinecta pollicifera oraz wymarła Archaebranchinecta barstowensis.